# Estadi José Mangriñán
L'Estadi José Mangriñán és l'estadi de futbol de la Unió Esportiva Vall d'Uixó, i està situat en l'Avinguda Algar de la localitat valenciana de La Vall d'Uixó, en la Plana Baixa. Té unes dimensions de 104x65 metres, i consta d'una capacitat d'uns 4.000 espectadors.
Antigament conegut amb el nom d'Estadi Industrial Segarra, va ser inaugurat l'any 1944 com a camp de futbol del CD Segarra, club ja desaparegut i antecessor de la UE Vall d'Uixó. Posteriorment, l'estadi va adoptar el nom actual de José Mangriñán, en honor d'aquest antic futbolista del València CF, natal de La Vall d'Uixó i mort l'any 2006 a Vila-real.
L'any 2010 es va dur a terme una remodelació de l'estadi que va tenir un cost de 300.000 €, finançats pel Plan E del Govern central. Així, es va instal·lar al camp la gespa artificial, i es van remodelar i adaptar els vestidors.
Cada any es disputa en l'estadi el "Trofeu de futbol infantil de José Mangriñán".
El 22 de febrer de 2014 al derbi entre els dos equips de la localitat, Carlos Beltrán Borràs "Tolo" va marcar els 4 gols de l'equip visitant, el Club La Vall, en una de les actuacions més destacades, si no la més destacada, de la història del futbol en la localitat de la Plana Baixa.